# Kladivo (Východolabská tabule)
Kladivo (238 m n. m.) je vrch v okrese Pardubice Pardubického kraje. Leží asi 1 km jihovýchodně od obce Němčice, vrcholem na katastrálním území obce Ráby, okrajovými částmi na území Rábů a obce Kunětice. Geomorfologicky vrch náleží do celku Východolabská tabule, podcelku Pardubická kotlina, okrsku Kunětická kotlina a podokrsku Sršská plošina.